# Алотрансплантація
Алотрансплантація (від грец. allotransplantatio; алло + трансплантація; син. алогенна трансплантація, гетерологічна трансплантація) — пересадка органів і тканин від іншої особини того ж біологічного виду (в медицині — від людини). «Алло» — (грец. Allos інший) — складова частина складних слів, що означає «інший», «відмінний», «змінений». Трансплантація і пересадка означають одне і те ж, хоча термін пересадка частіше використовується для позначення перенесення шкіри. Більшість людських тканин і органів є алотрансплантатами.
Алотрансплантація, або гетерологічна трансплантація — пересадка, при якій донором трансплантата є генетично і імунологічно інший людський організм.
Цей вид трансплантації контрастує з аутотрансплантацією (пересадка з однієї частини тіла до іншої в одній особі), ізотрансплантаціяєю (трансплантація між двома генетично ідентичними особами одного і того ж виду) та ксенотрансплантацією (від інших видів).
Імунна відповідь на алотрансплантат або ксенотрансплантат називається відторгненням. Алогенна трансплантація кісткового мозку може призвести до імунної атаки, яка називається хворобою «трансплантат проти господаря».

## Види
Виділяють:
1. Близькоспоріднену алотрансплантацію (донором трансплантата є близький генетичний родич, першої лінії спорідненості);
2. Алотрансплантацію від далеких родичів (донор є далеким генетичним родичем, другої або третьої лінії споріднення);
3. Нерідну алотрансплантацію (донором є чужа людина, яка взагалі не знаходиться в генетичній спорідненості з реципієнтом).

На сьогоднішній день алотрансплантація — переважний вид виконуваних трансплантацій нирок, печінки, серця і легенів, і більше половини виконуваних трансплантацій кісткового мозку. Пояснюється це тим, що далеко не у всіх пацієнтів, які є кандидатами на трансплантацію, є однояйцеві близнята, які згідні на експлантацію нирки або на донорство кісткового мозку, а техніка терапевтичного клонування органів і тканин знаходиться поки в зародковому стані.

## Трансплантати органів і тканин
Різноманітні органи та тканини можуть бути використані для алотрансплантації, у тому числі можуть бути проведені:
- Пересадка передньої хрестоподібної зв'язки
- Заміна меніска
- Реконструкція після перенесеної онкології або травми
- Трансплантація шкіри
- Трансплантація рогівки
- Пересадка серця
- Трансплантація легенів
- Трансплантація кишечника (ізольована дрібна, кишкова та печінкова, мультивісцеральна)
- Пересадка печінки
- Трансплантація нирок
- Трансплантація підшлункової залози
- Трансплантація кісткового мозку

## Ризики
Як і при багатьох операціях, алотрансплантація також має деякі побічні ефекти. Обмежувальним фактором в тканинній алотрансплантації для реконструктивної хірургії є побічні ефекти імуносупресії (порушення обміну речовин, злоякісні новоутворення, опортуністичні інфекції), яка є переважною проблемою. Також не можна забувати, що ризик передачі інфекції дуже високий.
Сучасний стан технологій алотрансплантації органів не дозволяє здійснювати пересадку органів від довільного донора реципієнту. І малоймовірно, що це стане можливим коли-небудь в майбутньому, в зв'язку з тим, що так влаштована імунна система людини. Надії трансплантологів світу сьогодні пов'язані не з удосконаленням технологій алотрансплантації, а з розвитком техніки терапевтичного клонування органів, що в перспективі має дозволити виробляти стовідсотково гомологічні трансплантації всім пацієнтам.
Для успішної алотрансплантації органу, необхідно, щоб був збіг реципієнта і донора по так званим антигенам головного комплексу тканинної сумісності (ГКГС, англ. MHC), або, в крайньому разі, збіг хоча б по п'яти з шести основних антигенів ГКГС. Розбіжність за двома антигенами ГКГС не виключає можливість трансплантації в принципі, але сильно підвищує ймовірність відторгнення трансплантата. Розбіжність за трьома і більше антигенами MHC виключає саму можливість трансплантації від даного донора даному реципієнту.
Для алотрансплантації, навіть при наявності ідеально сумісного (збіглися шість з шести антигенів ГКГС) і близькоспорідненого донора, також потрібна висока ступінь імуносупресії (пригнічення імунної системи) організму реципієнта, з тим, щоб придушити можливе відторгнення трансплантата і забезпечити його приживлюваність. В разі неповного збігу по ГКГС або при неспорідненій трансплантації вимоги до рівня імуносупресії стають ще вищими.